# Брифинг
Бри́финг (от англ. brief «краткий») или инструкта́ж — краткое мероприятие, в ходе которого организатор доводит до присутствующих некую информацию.

## Связи с общественностью
В случае работы со средствами массовой информации (СМИ), брифинг - это краткая пресс-конференция, посвящённая одному вопросу.
Встреча официальных лиц с представителями средств массовой информации, на которой излагается официальная позиция, делается короткое информационное сообщение по какой-либо проблеме (обычно, в отличие от пресс-конференции, без ответов на вопросы приглашённых). От пресс-конференции отличается отсутствием презентационной части.
Кроме того, брифинг носит закрытый характер, на него приглашаются только определённые заранее представители СМИ.

## Авиация
Брифинг, в англоязычных государствах, а по-русски — краткий инструктаж, элемент предполётной или послеполётной подготовки пилотов и лётных экипажей в гражданской и военной авиации. На брифинге доводится необходимая метеоинформация, ограничения по использованию воздушного пространства, повторяются процедурные аспекты, раздаются распечатки информации, необходимой для выполнения полётов, а также проводятся консультации. 
Формат и объём брифинга зависит от вида авиационной деятельности. Брифинги организуются как в государственной авиации, так и в гражданской. В случае авиационного спорта на брифинге также озвучивается характер и содержание спортивного задания, а также производятся различные прочие действия, например, жеребьёвка.
В случае проведения послеполётного брифинга или дебрифинга на нём может производиться разбор полёта и другие обсуждения, касающиеся прошедшей лётной деятельности.
В государственной авиации Союза ССР/России вместо слова «брифинг» применяется другая терминология — «предполётный инструктаж», «предполётные указания» и «разбор полётов». В обоих случаях ведётся звукозапись процесса от начала до конца, с целью документирования.